# Symplectoscyphus bathypacificus
Symplectoscyphus bathypacificus is een hydroïdpoliep uit de familie Sertulariidae. De poliep komt uit het geslacht Symplectoscyphus. Symplectoscyphus bathypacificus werd in 1993 voor het eerst wetenschappelijk beschreven door Vervoort. 